# آنا یاروینن
آنا یاروینن (به انگلیسی: Anna Järvinen) (زاده ۱۶ آوریل ۱۹۷۰) خواننده سوئدی-فنلاندی است.